# The Independent
The Independent är en av Storbritanniens dagstidningar. Den har smeknamnet Indie, och söndagsutgåvan The Independent on Sunday kallas analogt för Sindie. Huvudkontoret finns i Canary Wharf i London. Tidningen har ingen formell politisk tillhörighet, men brukar räknas som liberaldemokratisk (socialliberal).
Tidningens första nummer utkom i oktober 1986 vilket gör den till den yngsta av de rikstäckande dagstidningarna i Storbritannien. Vardagsutgåvan av Independent utsågs 2004 till National Newspaper of the Year (årets rikstidning) av British Press Award.
Tidningens upplaga var i november 2006 cirka 250 000 exemplar och hade som högst nått 420 000 exemplar. Upplagan minskade fortlöpande till omkring 40 000 i början av 2016. Tidningen beslutade därför att upphöra med utgivningen i pappersformat. Det sista numret kom den 26 mars 2016.
Läsartappet hör till den allmänna trenden för de brittiska dagstidningarna. Independent kommer i fortsättningen att finnas som nätupplaga, i applikationer och på sociala medier.